# یواس‌اس کلی (ای‌پی‌ای-۳۹)
یواس‌اس کلی (ای‌پی‌ای-۳۹) (به انگلیسی: USS Clay (APA-39)) یک کشتی بود که طول آن ۴۹۲ فوت (۱۵۰ متر) بود. این کشتی در سال ۱۹۴۳ ساخته شد.